# Hinzuanius pauliani
Hinzuanius pauliani – gatunek kosarza z podrzędu Laniatores i rodziny Biantidae.